# Битва біля Беневенто (1266)
Битва біля Беневенто — важлива середньовічна битва, що відбулася 26 лютого 1266 року поблизу Беневенто в Південній Італії між військами Карла I Анжуйського та короля Сицилії Манфреда Гогенштауфена. Поразка та смерть Манфреда призвели до завоювання Карлом Сицилійського королівства, фактично поклавши край правлінню династії Гогенштауфенів на Італійському півострові та ознаменувавши піднесення Анжу-Сицилійської династії капетингів. Битва була складовою частиною протистояння гвельфів і гібелінів.

## Передумови
Папство довго конфліктувало з німецьким імператорським домом Гогенштауфенів через їхнє правління в Південній Італії. На момент битви правителем Сицилійського королівства (яке включало Сицилію та Південну Італію) Гогенштауфенів був Манфред, незаконнонароджений син імператора Священної Римської імперії Фрідріха II. Однак легітимним спадкоємцем королівства був законний 14-річний онук Фрідріха Конрадін, який жив зі своїм дядьком і опікуном Людвігом II, герцогом Баварії.
Манфред, який виконував обов'язки регента з 1254 року, скористався помилковими чутками про смерть Конрадіна і узурпував престол у 1258 році. Папа Урбан IV вирішив відібрати у нього королівство і в 1263 році уклав таємний договір з братом французького короля Людовіка IX Карлом Анжуйським, пообіцявши йому сицилійський трон. Після смерті Папи Урбана в жовтні 1264 року Папа Климент IV продовжував підтримувати Карла як і його попередник.

## Підготовка до битви
Карл з частиною своїх військ прибув до Риму в травні 1265 року, але був змушений тимчасово зупинитись тут в очікуванні надходження фінансування для подальших військових операцій. Однак Манфред замість того, щоб готуватись до нападу і вживати активних контрзаходів, витрачав час на полювання. Він, очевидно, припускав, що подальше просування супротивника зупинять гібеліни з міст Північної Італії. Він також покладався на бойову силу своїх німецьких лицарів і сарацинських лучників та вершників. Манфред не виступав проти Карла до січня 1266 року, коли основна армія Карла перетнула Альпи. Стурбований легкістю, з якою багато міст і замків здалися французам, і хвилею дезертирства серед своїх послідовників, тепер Манфред прагнув зустрітись із Карлом в бою якнайшвидше, побоюючись подальшої зради. Карл спробував змінити позиції прихильників Манфреда в Капуї і вдався до ризикованого перетину Апеннін, що могло зруйнувати його лінію постачання; але Манфред не піддався на провокацію і очікував супротивника на сильній позиції через річку Калор, яку можна було перетнути лише одним мостом.

### Гібелінські сили
Армія Манфреда складалася з дуже різнорідних елементів. Його піхота в основному складалася з сарацинських лучників, які стояли в бою на передній лінії. Позаду них розташовувався його перший дивізіон, найкраща частина його війська, що складалося з 1200 німецьких лицарів-найманців і солдатів, які були захищені не звичайними для XIII сторіччя кольчужною сорочкою та гамбезоном, а брігандинами з металевими пластинами, обладунками, які тільки починали входити в моду і ще не були досконалими. Ними командували його двоюрідний брат Джордано д'Англано і Гальвано Англонський. Другий дивізіон складався з приблизно 1000 італійських найманців і 300—400 сарацинських легких вершників під командуванням його дядька Гальвано Лянча. Третій підрозділ складалася з баронів королівства Манфреда і налічувала 1400 лицарів і солдатів під його особистим командуванням. Італо-нормандські дворянами складали лише його резервні війська, оскільки власним дворянвм Манфред довіряв найменше.
Сили Манфреда мали незначну чисельну перевагу та міцну оборонну позицію на Калоре.

### Гвельфські сили
Армія Карла складалася з 600 кінних лицарів, 2400 піших і кінних оруженосців, 600 арбалетників, 3900 важкої піхоти та 4500 легкої піхоти, загалом близько 12 000 чоловік. Ймовірно, більшість французьких дворян, які прийшли до Ліона, де Карл зібрав свою армію восени 1265 року, спонукала до цього перш за все перспектива багатої здобичі.
Його кавалерія також була розділена на три дивізіони. Перший дивізіон складався з 900 провансальських лицарів і оруженосців під командуванням маршала Франції Гуго Мірпуа та Філіпа де Монфор, лорда Кастра. За ними розташовувався другий підрозділ, який складався з 1000 лицарів і солдатів з Південної та Центральної Франції під особистим командуванням Карла. Їхніми безпосередніми начальниками були граф Вандомський, єпископ Осерський Гі де Монфор, Пітер де Бомон і Гі де Мелло. Нарешті, третій дивізіон складався з воїнів з Північної Франції та Фландрії під проводом великого конетабля Жиля де Трасіньї та графа Роберта III Фландрського. Крім того, в лавах нападників перебувало 400 італійських солдатів гвельфської фракції на чолі з флорентійцем Гвідо Герра. Де саме вони перебували під час бою невідомо; мабуть, вони не були в резерві, але вдарили з другої лінії в момент зіткнення. Карл наказав своїм лицарям мати біля себе пару піших оруженосців чи солдатів, завдання яких полягало у наданні допомоги вершникам його армії, якщо вони будуть вибиті з сідла і в добиванні ворогів, яких було повалено. Решту піхоти та арбалетників було розташовано в передній лінії для боротьби зі своїми сарацинськими колегами.
Карл мав перевагу в тому, що очолював армію, яка була більш-менш однорідною; за винятком кількох італійців, усі були васалами французької та провансальської корон. Крім того, окрім зневаги, з якою обидві сторони ставилися до своєї власної піхоти, вершники Карла були досить рівними один одному у військовій якості, на відміну від вершників Манфреда.

## Битва
Битва почалася вранці, коли Манфред послав вперед своїх сарацинів. Піхота і арбалетники Карла висунулися їм назустріч, але були відкинуті пішими лучниками і легкою кавалерією. Проте сарацини, які залишилися без захисту кінноти, були атаковані провансальськими лицарями першого дивізіону Карла і швидко розгромлені. Невідомо, чи діяли вони за власною ініціативою, чи їм наказав це зробити Манфред, але німецькі лицарі та солдати, які сформували його перший підрозділ, перетнули міст і піднялися на пагорб, щоб атакувати провансальську кавалерію. Наступ німецьких лицарів спочатку був успішним. Вони мали невелику чисельну перевагу, мали важчих коней, а їхні обладунки були абсолютно непробивними для ударів супротивників. Вони повільно, але ефективно відтіснили провансальців перед собою і Карл ввів в бій свій другий дивізіон, щоб допомогти зупинити німецький наступ. Відповідно, французькі лицарі атакували, а разом з ними і його 400 італійців. Опинившись в меншості, німці все ще трималися мужньо; вони здавалися невразливими для французьких мечів, оскільки їхні обладунки продовжували відбивати всі удари. Але ворог незабаром виявив слабке місце їх захисту. Згідно з хронікою Андрія Угорського, якийсь гостроокий французький лицар побачив, що новий пластинчастий обладунок, який з'явився нещодавно і ще не був досконалим, не захищав їхні пахви, коли лицар піднімав руку вгору для удару. Коротші та гостріші клинки французьких вершників були набагато ефективнішими в ближньому бою, ніж німецькі довгі мечі і коли французи почали використовувати тактику вклинення між нещільними рядами німецької важкої кавалерії і переводити битву в ближній бій, це призвело до того, що за певний час значна кількість німців була важко або смертельно поранена. Розгромлений і розбитий, увесь корпус німецьких лицарів був практично знищений.
Тепер удача, очевидно, повернулася проти Манфреда. Довгий час, витрачений на перетин вузьким мостом, означав, що між його першим корпусом, який передчасно атакував, і другим, який він розгорнув, щоб допомогти їм, виник дуже широкий простір. До того часу, коли Манфред прибув на допомогу німцям, вони були розрізані на шматки, і вони самі опинилися в небезпечній ситуації, оскільки Карл уже наказав свойому третьому підрозділу атакувати їх. У той час як одні робили це спереду, інші обходили їхні фланги й оточили їх із тилу. Вражені видовищем того, що французи зробили з німецькими лицарями, решта війська Манфреда чинила дуже слабкий опір. Побачивши, що їх оточують, вони припинили спротив і намагались втекти, але більшість з них були вбиті. Розуміючи, що поразка неминуча, більшість дворян із третього дивізіону Манфреда дезертирували, залишивши короля напризволяще. Тепер Манфред сам стояв перед вибором: смерть або миттєва втеча. Його нестримний дух спонукав його прийняти перший варіант. Після обміну королівським сюрко зі своїм другом Тебальдо Аннібальді, якому він також віддав перед битвою свої королівські обладунки, щоб не привертати до себе зайвої уваги в рукопашній сутичці, Манфред з кількома своїми вірними послідовниками кинувся прямо в гущу ворогів і знайшов смерть, яку шукав.
Під час битви французи мало щадили супротивників. Було взято лише кілька полонених, найвідомішими з яких були Джордано Лянча та його двоюрідний брат, граф Бартоломео. Річка була позаду втікачів, і тільки міст надавав можливість безпечної втечі. Ті, хто намагався перепливти затоплений Калор у своїй важкій кольчузі, здебільшого тонули. Лише 600 із 3600 важких вершників Манфреда вдалося уникнути смерті чи полону. Сарацини воювали як найманці на боці імператорів Священної Римської імперії з тих пір, як Фрідріх II Гогенштауфен створив колонію з приблизно 35 000 сарацин поблизу Лучери. Протягом багатьох десятиліть ця колонія забезпечувала німецьких імператорів 5000 лучників на рік. Під Беневенто підрозділ сарацин було знищено майже повністю.

## Наслідки
Знищення армії Манфреда означало крах правління Гогенштауфенів в Італії. Решту Сицилійського королівства було завойовано майже без опору. Оселившись у своєму новому королівстві, Карл чекав приходу Конрадіна, останньої надії Гогенштауфенів, у 1268 році, і зустрів його в битві при Тальякоццо.